# Czas Mauritiusa
|  | UTC-1:00: Czas Cabo Verde                                                                    |
|  | UTC: Czas zachodnioeuropejski • Czas Greenwich                                               |
|  | UTC+1:00: Czas środkowoeuropejski • Czas zachodnioafrykański • Czas środkowoeuropejski letni |
|  | UTC+2:00: Czas wschodnioeuropejski • Czas środkowoafrykański • Czas południowoafrykański     |
|  | UTC+3:00: Czas wschodnioeuropejski letni • Czas wschodnioafrykański                          |
|  | UTC+4:00: Czas Mauritiusa • Czas Seszeli                                                     |

Czas Mauritiusa (ang. Mauritius Time, MUT) – strefa czasowa, odpowiadająca czasowi słonecznemu południka 60°E, który różni się o 4 godziny od uniwersalnego czasu koordynowanego (UTC+4:00).
Głównym państwem leżącym w strefie jest Republika Mauritiusa.